# الحره، حماة
الحره (به عربی: الحرة) یک روستا در سوریه است که در ناحیه مرکزی سقیلبیه واقع شده‌است. الحره ۸۴۳ نفر جمعیت دارد.